# Stadion Wankdorf
Stade de Suisse er et stadion i Bern, Schweiz. Stadionet er hjemmebanen til den schweiziske fodboldklub BSC Young Boys, og er det næst største fodboldstadion i Schweiz. Stadionet var også et af de otte arenaer under EM i fodbold 2008. 

## Historie
Stadionet blev bygget på samme sted som det tidligere Wankdorf stadion lå, som blev revet ned i 2001. Det nye stadion har en tilskuerkapacitet på 32.000, hvor alle er under taget. Integreret i taget er der solcellepaneler, som kan producere 700 MWh hvert år. Stadionet blev officielt åbnet 30. juli 2005, selv om den første kamp mellem Young Boys og Olympique Marseille blev spillet 16. juli 2005. (Olympique Marseille vandt 3-2). Kampen var sat op som en "infrastruktur-test", som var grunden til at der ikke blev solgt mere end 14.000 billetter.
Stadionet blev også brugt af fodboldklubben FC Thun i tre Champions League-kampe i 2005, og for en kamp i UEFA-cupen i 2006.